# Іллінка (Горлівський район)
Іллі́нка — селище Вуглегірської міської громади Горлівського району Донецької області, Україна. Населення становить 272 особи.

## Географія
Населений пункт розташований на річці Булавина, у яку впадає Балка Скелева. На північний схід від населеного пункту проходить адміністративний кордон Донецької і Луганської областей.
Сусідні населені пункти: на півночі — місто Дебальцеве (вище за течією Булавиної); північному заході —  Комуна, Савелівка, Булавине; північному сході — Чорнухине (Луганська область); заході —  Олександрівське; сході — Рідкодуб (Бахмутського району), Рідкодуб (Шахтарського району); південному сході — Кам'янка, Нікішине, Польове, Кумшацьке; півночі — Комишатка, Булавинське, Прибережне (нижче за течією Булавиної); півдні — Ольховатка (примикає; нижче за течією Булавиної).

## Історія
За даними 1859 року Іллінка (або Дебальцівка), панське село, при витоку річки Булавиної, 152 господи, 817 осіб.

## Населення
За даними перепису 2001 року населення селища становило 272 особи, із них 5,88 % зазначили рідною мову українську, 93,75 % — російську.